# Matthäus Böblinger

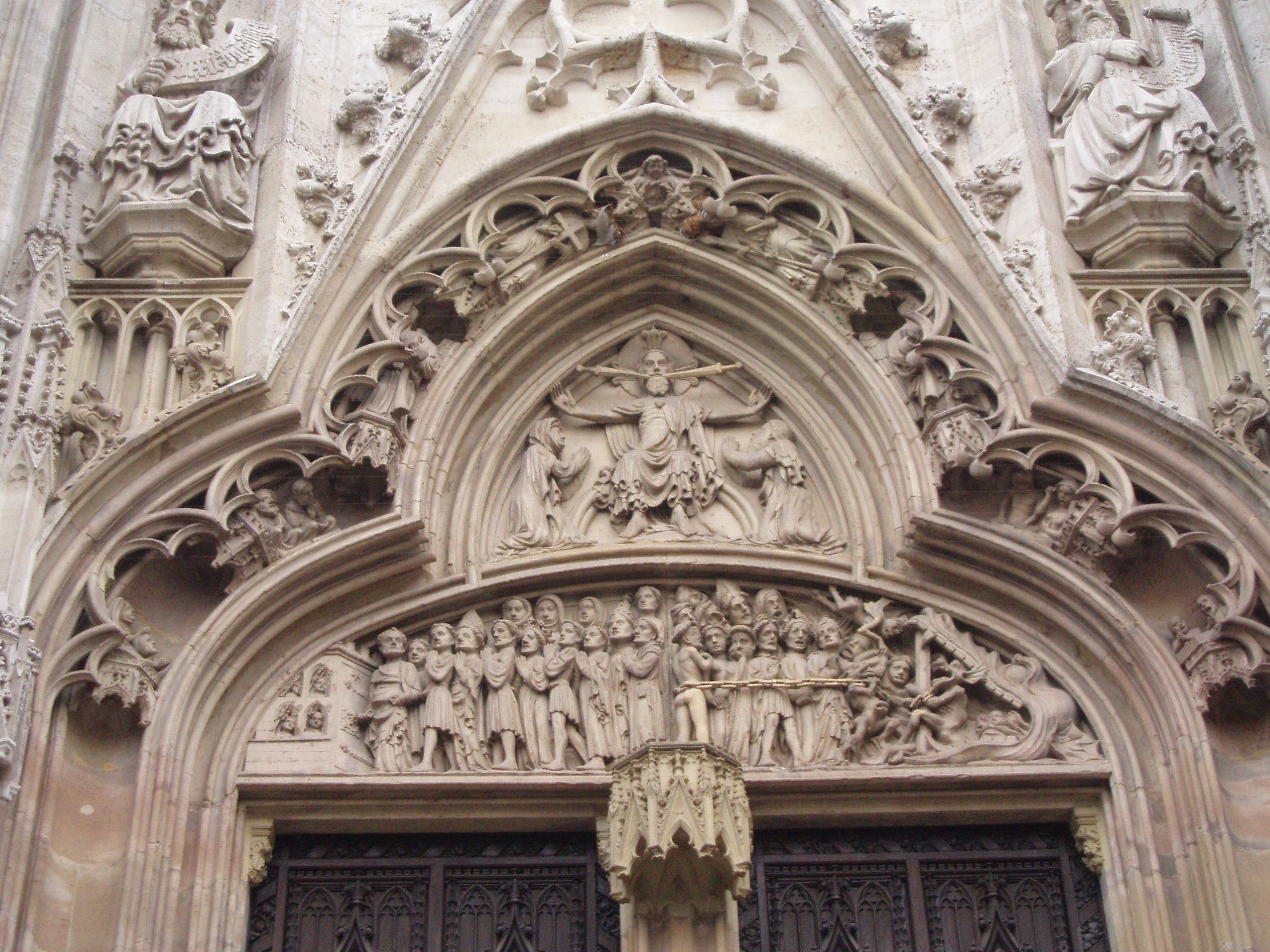
Weltgerichtsportal an der Frauenkirche Esslingen

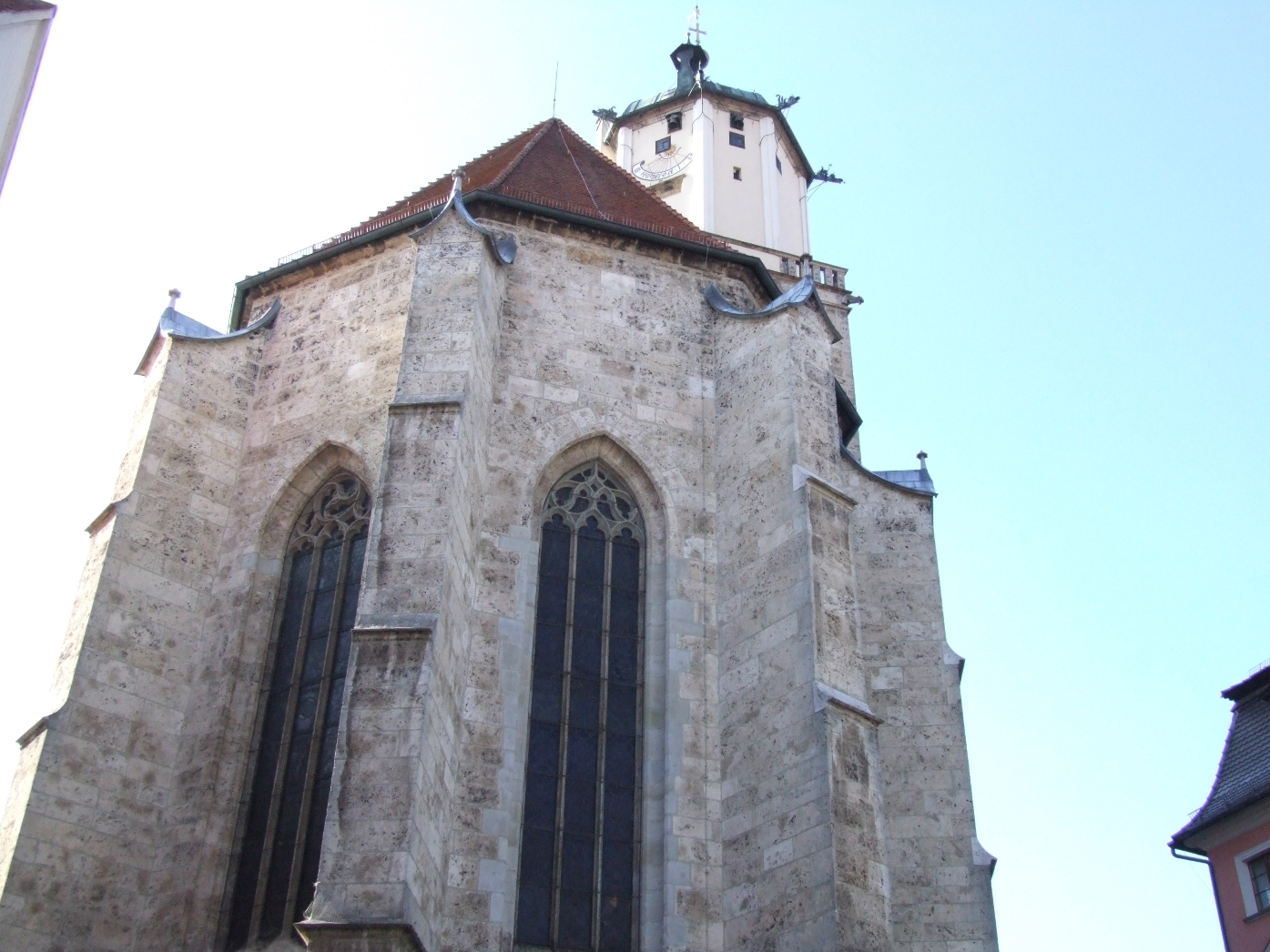
Der von Böblinger erbaute Chor von St. Martin zu Memmingen

Matthäus Böblinger (* 1450 in Altbach bei Esslingen am Neckar; † 1505 in Esslingen), auch Beblinger, war ein spätgotischer süddeutscher Baumeister und Sohn des Hans Böblinger. Er gehörte zur schwäbischen Baumeisterfamilie Böblinger.

## Werk
Ausgebildet wurde er wahrscheinlich als Steinmetz in Köln, wo er Risse vom Dom anfertigte, die heute in der Akademie in Wien liegen. Er war bis 1472 als Geselle seines Vaters beschäftigt. Er wird auf dem Steinmetztag von 1472 in Straßburg als teilnehmender Geselle genannt. An der Esslinger Frauenkirche arbeitete er bis 1474, wo der den Riss einer Ölberggruppe des Ulmer Münsters anfertigte. 1477 zog er nach Ulm, sein Steinmetzzeichen und die Jahreszahl 1478 befindet sich am südwestlichen Eckpfeiler des Ulmer Münsters. Er war ab etwa 1480 Dombaumeister in Ulm auf Lebenszeit. Nebenbei war er Bauleiter der Kirche in Radolfzell. Von 1480 bis 1494 setzte er die von Ensinger begonnenen Turmarbeiten am Ulmer Münster, des oberen Vierecksgeschosses, fort. Von diesem Turm ist eine 3,10 Meter hohe Entwurfszeichnung erhalten.
Böblinger erhöhte in seiner Ulmer Schaffenszeit den Hauptturm um 100 Fuß. Auf dem Turm befindet sich sein Steinmetzzeichen mit der Jahreszahl 1494. Danach kam es zu Streitigkeiten mit dem Rat der Stadt Ulm, weil es beinahe zum Einsturz des Münsters kam. Die Gefährdung durch Risse am Turm war aufgrund mangelnder Fundamentierung seinen Vorgängern geschuldet und er soll damals aus Ulm geflohen sein. Im Jahre 1485 wurde er der Bauleiter der Esslinger Katharinenkirche und überwachte die Arbeiten seines Bruders Lux Böblinger und von Stefan Waid.
 Er war ferner am Bau der Bessererkapelle beschäftigt.  Die von ihm abgewandelten Pläne des Ulrich von Ensingen wurden jedoch weitgehend beibehalten und er wurde 1495 in Ulm wiederum zum Dombaumeister ernannt. Die Pläne dienten 1885 bis 1890 als Vorlage für die Vollendung des 161 m hohen Turms.
 1495 übernahm er den Chorausbau der Frauenkirche Esslingen. Durch die Bitte des Rates der Stadt Memmingen an den Rat von Ulm konnte er von 1496 bis 1499 den Bau des Chores der Martinskirche als Baumeister leiten. Er war Ratgeber und Gutachter für Kirchenbauten in Frankfurt am Main, Reutlingen, Memmingen, Schwäbisch Gmünd und Bad Urach. 1503 trat er in den Dienst des Markgrafen von Baden.
Er hatte einen Sohn Hans Böblinger d. J., der ebenso Baumeister und Steinmetz war.
Die Grabsteine der Böblinger-Familie sind bis heute in der Esslinger Frauenkirche zu sehen.